# Cyanagraea
Cyanagraea is een geslacht van kreeftachtigen uit de klasse van de Malacostraca (hogere kreeftachtigen).

## Soort
- Cyanagraea praedator Saint Laurent, 1984